# Cryptolinyphia sola
Genre
Espèce
Cryptolinyphia sola, unique représentant du genre Cryptolinyphia, est une espèce d'araignées aranéomorphes de la famille des Linyphiidae.

## Distribution
Cette espèce est endémique du département de Cesar en Colombie,. Elle se rencontre dans la Serranía de Perijá.

## Description
La femelle holotype mesure 2,4 mm.

## Publication originale
- Millidge, 1991 : Further linyphiid spiders (Araneae) from South America. Bulletin of the American Museum of Natural History, no 205, p. 1-199 (texte intégral).